# Katerina Maleewa
Katerina Georgiewa Maleewa (bulgarisch Катерина Георгиева Малеева, wiss. Transliteration Katerina Georgieva Maleeva; * 7. Mai 1969 in Sofia) ist eine ehemalige bulgarische Tennisspielerin. Sie feierte auf der WTA Tour elf Turniersiege im Einzel und zwei im Doppel.

## Karriere
Gemeinsam mit ihren beiden Schwestern, der älteren Manuela und der jüngeren Magdalena, trug sich Katerina im Damentennis in die Geschichtsbücher ein. So sorgten sie dafür, dass auf der Setzliste eines Grand-Slam-Turniers erstmals drei Schwestern erschienen. 1993 bei den US Open erreichten alle drei das Achtelfinale, wo Katerina gegen ihre Schwester Magdalena gewann, dann aber das Viertelfinale gegen die Tschechin Helena Suková verlor.
Katerina selbst stand bei allen Grand-Slam-Turnieren mindestens einmal im Viertelfinale. 1990 erreichte sie bei drei dieser vier wichtigsten Turniere die Runde der letzten Acht.
1988 und 1992 nahm sie für ihr Land an den Olympischen Spielen teil. Sie hat bis heute die meisten Einzelsiege (20) für die bulgarische Fed-Cup-Mannschaft zu Buche stehen; insgesamt weist ihre Bilanz 29 Siege bei 22 Niederlagen aus.

## WTA-Titel

### Einzel
| Nr. | Datum             | Turnier      | Belag             | Finalgegnerin           | Ergebnis      |
| --- | ----------------- | ------------ | ----------------- | ----------------------- | ------------- |
| 1.  | 7. April 1985     | Charleston   | Sand              | Virginia Ruzici         | 6:3, 6:3      |
| 2.  | 10. November 1985 | Hilversum    | Teppich (Halle)   | Carina Karlsson         | 6:3, 6:2      |
| 3.  | 19. April 1987    | Tokio        | Hartplatz         | Barbara Gerken          | 6:2, 6:3      |
| 4.  | 11. Oktober 1987  | Athen        | Rasen             | Julie Halard            | 6:0, 6:1      |
| 5.  | 30. Oktober 1988  | Indianapolis | Hartplatz (Halle) | Zina Garrison           | 6:3, 2:6, 6:2 |
| 6.  | 30. Juli 1989     | Båstad       | Sand              | Sabine Hack             | 6:1, 6:3      |
| 7.  | 22. Oktober 1989  | Bayonne      | Hartplatz (Halle) | Conchita Martínez       | 6:2, 6:2      |
| 8.  | 5. November 1989  | Indianapolis | Hartplatz (Halle) | Raffaella Reggi         | 6:4, 6:4      |
| 9.  | 1. April 1990     | Houston      | Sand              | Arantxa Sánchez Vicario | 6:4, 6:4      |
| 10. | 17. November 1991 | Indianapolis | Hartplatz (Halle) | Audra Keller            | 7:6, 6:2      |
| 11. | 6. November 1994  | Québec       | Teppich (Halle)   | Brenda Schultz          | 6:3, 6:3      |

### Doppel
| Nr. | Datum           | Turnier      | Belag           | Partnerin       | Finalgegnerinnen                | Ergebnis      |
| --- | --------------- | ------------ | --------------- | --------------- | ------------------------------- | ------------- |
| 1.  | 27. Juli 1985   | Indianapolis | Sand            | Manuela Maleewa | Penny Barg-Mager Paula Smith    | 3:6, 6:3, 6:4 |
| 2.  | 9. Februar 1992 | Essen        | Teppich (Halle) | Barbara Rittner | Claudia Porwik Sabine Appelmans | 7:5, 6:3      |

## Abschneiden bei Grand-Slam-Turnieren

### Einzel
| Turnier         | 1985 | 1986  | 1987 | 1988 | 1989 | 1990 | 1991 | 1992 | 1993 | 1994 | 1995 | Karriere |
| --------------- | ---- | ----- | ---- | ---- | ---- | ---- | ---- | ---- | ---- | ---- | ---- | -------- |
| Australian Open | AF   | n. a. | —    | —    | —    | VF   | VF   | AF   | AF   | 1    | 1    | VF       |
| French Open     | 3    | AF    | AF   | 1    | AF   | VF   | 3    | 2    | AF   | 2    | 1    | VF       |
| Wimbledon       | 1    | 3     | 1    | AF   | —    | VF   | AF   | VF   | 1    | 1    | 1    | VF       |
| US Open         | 1    | 3     | 3    | VF   | 2    | AF   | 3    | 3    | VF   | 2    | —    | VF       |

Zeichenerklärung: S = Turniersieg; F, HF, VF, AF = Einzug ins Finale / Halbfinale / Viertelfinale / Achtelfinale; 1, 2, 3 = Ausscheiden in der 1. / 2. / 3. Hauptrunde; Q1, Q2, Q3 = Ausscheiden in der 1. / 2. / 3. Runde der Qualifikation; n. a. = nicht ausgetragen

### Doppel
| Turnier         | 1985 | 1986  | 1987 | 1988 | 1989 | 1990 | 1991 | 1992 | 1993 | 1994 | 1995 | 1996 | Karriere |
| --------------- | ---- | ----- | ---- | ---- | ---- | ---- | ---- | ---- | ---- | ---- | ---- | ---- | -------- |
| Australian Open | AF   | n. a. | —    | —    | —    | AF   | 1    | 1    | AF   | 1    | 1    | 1    | AF       |
| French Open     | 2    | VF    | 1    | 2    | 2    | 2    | 1    | AF   | VF   | 1    | 1    | —    | VF       |
| Wimbledon       | 1    | 2     | 1    | AF   | —    | 1    | 1    | AF   | 2    | AF   | 2    | —    | AF       |
| US Open         | 2    | 1     | 1    | 1    | 2    | —    | 1    | 1    | 2    | F    | —    | —    | F        |

### Mixed
| Turnier         | 1985  | 1986  | Karriere |
| --------------- | ----- | ----- | -------- |
| Australian Open | n. a. | n. a. | —        |
| French Open     | VF    | 2     | VF       |
| Wimbledon       | 1     | —     | 1        |
| US Open         | 1     | —     | 1        |